# Kurzschwanzmanguste
Die Kurzschwanzmanguste (Urva brachyura, Synonym: Herpestes brachyurus) ist eine Raubtierart aus der Familie der Mangusten (Herpestidae). Man findet sie in Südostasien.

## Merkmale
Die Kurzschwanzmanguste erreicht eine Kopf-Rumpf-Länge von etwa 35–49 cm. Der Schwanz misst etwa 17–25 cm, womit er weniger als 55 % der Kopf-Rumpf-Länge hat. Das Gewicht beträgt etwa 1–3 kg. Das Fell ist dunkelbraun und dabei leicht gelblich bis orange gesprenkelt. Der Kopf ist eher blass-olive, Wangen und Kehle sind rostig gelbbraun, Hals und Bauch braun. Die Vorderbeine und die untere Hälfte der Hinterbeine sind schwarzbraun gefärbt. Die Ohren sind kurz, die rötliche Nase ist relativ groß. Die Kurzschwanzmanguste besitzt an den Vorder- und Hinterfüßen jeweils fünf Zehen, wobei die erste jeweils recht kurz ist.
Zahnformel:
{\displaystyle {I3\cdot C1\cdot P4\cdot M2 \over I3\cdot C1\cdot P4\cdot M2}}

## Systematik, Unterarten und Verbreitung
Die Kurzschwanzmanguste wurde 1837 durch den britischen Zoologen John Edward Gray mit der Bezeichnung Herpestes brachyurus erstmals wissenschaftlich beschrieben. Die Gattung Herpestes, mit dem afrikanischen Ichneumon (Herpestes ichneumon) als Typusart, erwies sich jedoch nicht monophyletisch und die asiatischen Herpestes-Arten wurden in die Gattung Urva gestellt.

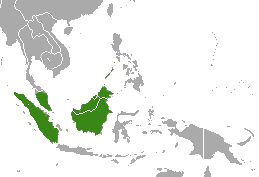
Verbreitungsgebiet der Kurzschwanzmanguste

Die Kurzschwanzmanguste kommt auf der Malaiischen Halbinsel, auf Borneo und auf Sumatra vor. Im Handbook of the Mammals of the World werden vier Unterarten unterschieden:
- Herpestes brachyurus brachyurus (Gray, 1837) – Malaiische Halbinsel
- Herpestes brachyurus palawanus (Allen, 1910) – Palawan und Calamian-Inseln
- Herpestes brachyurus rajah (Thomas, 1921) – Borneo
- Herpestes brachyurus sumatrius (Thomas, 1921) – Sumatra

Mit H. b. javanensis wurde zudem eine Unterart aus Java beschrieben, doch ist diese nur durch ein Einzelexemplar aus einer Menagerie bekannt, bei dem zudem unklar ist, ob es tatsächlich aus Java stammt. Aus Borneo wurde darüber hinaus eine ähnliche Manguste als eigene Art (Herpestes hosei) beschrieben. Da keine weiteren Funde dieser Form bekannt sind, kann davon ausgegangen werden, dass es sich lediglich um ein aberrantes Exemplar der Kurzschwanzmanguste handelte.
Bei einer Untersuchung der Verwandtschaftsverhältnisse der südostasiatischen Urva-Arten wurde 2015 festgestellt, dass die Mangusten von Palawan und den Calamian-Inseln näher mit der Halsbandmanguste (Urva semitorquatus) verwandt sind als mit der Kurzschwanzmanguste. Zudem lassen sich die Kurzschwanzmangusten von der Malaiischen Halbinsel und die von Sumatra genetisch nicht unterscheiden. Somit verbleiben nur zwei Unterarten Urva brachyura brachyura von der Malaiische Halbinsel und Sumatra und Urva brachyura rajah von Borneo. Beide Unterarten unterscheiden sich genetisch so stark, dass sie auch als zwei eigenständige Arten klassifiziert werden könnten. Aufgrund der genetischen Daten nimmt man eine Trennung vor 6 Millionen Jahren an.

## Lebensweise
Die Kurzschwanzmanguste bewohnt Primär- und Sekundärwälder, wobei sie offenbar die Nähe von Fließgewässern bevorzugt. Gelegentlich dringt sie auch in Plantagen vor. Auf der Malaiischen Halbinsel besiedelt sie Tiefländer, während sie auf Borneo bis in Höhen von 1280 m nachgewiesen ist. Die Art ernährt sich von kleinen Wirbeltieren, Wirbellosen, Eiern, Früchten und Wurzeln. Kurzschwanzmangusten sind offenbar bodenlebende, tagaktive Einzelgänger. Allerdings scheinen sie auch klettern zu können.

## Gefährdung
Die Kurzschwanzmanguste ist relativ weit verbreitet, stellenweise häufig und kommt darüber hinaus in verschiedenen Reservaten vor. Daher wird sie von der IUCN als potenziell gefährdet (Near Threatened) eingestuft.